# 1929 en philosophie
Chronologie de la philosophie
- 1925
- 1926
- 1927
- 1928
- 1929
- 1930
- 1931
- 1932
- 1933

L’année 1929 a été marquée, en philosophie, par les événements suivants :

## Publications
- Le Concept d'amour chez Augustin, d'Hannah Arendt.
- Qu'est-ce que la métaphysique ?, de Martin Heidegger.
- Kant et le problème de la métaphysique, de Martin Heidegger.

## Naissances
- 12 janvier : Jaakko Hintikka, philosophe finlandais (mort en 2015).
- 12 janvier : Alasdair MacIntyre, philosophe écossais.
- 19 janvier Nel Noddings, philosophe américaine.
- 23 avril : George Steiner, philosophe franco-américain.
- 29 mai : Harry Frankfurt, philosophe américain.
- 18 juin : Jürgen Habermas, philosophe allemand.
- 27 juillet : Jean Baudrillard, philosophe français (mort en 2007).
- 21 septembre : Bernard Williams, philosophe anglais (mort en 2003).
- 15 octobre : Hubert Dreyfus, philosophe américain (mort en 2017).

## Décès
- 19 janvier : Liang Qichao, philosophe chinois, né en 1873, mort à 55 ans.
- 3 août : Thorstein Veblen, philosophe norvégien, né en 1857, mort à 72 ans.
- 10 décembre : Franz Rosenzweig, philosophe et théologien juif allemand, né en 1886, mort à 42 ans.
- 21 décembre : Gustave Belot, philosophe français, né en 1859, mort à 70 ans.